# Bahnstrecke Chomutov–Cheb
| |                                                                     |                                                                  |                                                                  |
| Kursbuchstrecke (SŽ): | 140                                                                 |                                                                  |                                                                  |
| Spurweite: | 1435 mm (Normalspur)                                                |                                                                  |                                                                  |
| Streckenklasse: | D3 (2006)                                                           |                                                                  |                                                                  |
| Stromsystem: | Chomutov–Kadaň-Prunéřov: 3 kV = Kadaň-Prunéřov–Cheb: 25 kV, 50 Hz ~ |                                                                  |                                                                  |
| Streckengeschwindigkeit: | 120 km/h                                                            |                                                                  |                                                                  |
| Zweigleisigkeit: | Chomutov–Cheb                                                       |                                                                  |                                                                  |
| |                                                                     |                                                                  |                                                                  |
| \| \| \| von Ústí nad Labem hl. n. (vorm. ATE) \| \| \| \| \| von Vejprty (vorm. BEB) \| \| \| \| 125,173 \| Chomutov früher Komotau (km 0 in Prag) \| 355 m \| \| \| \| von Děčín \| \| \| \| 125,947 \| odb. Chomutov St.2 \| 355 m \| \| \| \| nach Praha-Bubny (vorm. BEB) \| \| \| \| \| (Neutrassierung 1978) \| \| \| \| \| von Praha-Bubny (bis 1978) \| \| \| \| ≈127,400 \| odb. Dubina (bis 1978) \| 350 m \| \| \| \| von Praha-Bubny (seit 1978) \| \| \| \| 128,132 \| odb. Dubina (seit 1978) \| 364 m \| \| \| 130,252 \| Krbice früher Körbitz \| 345 m \| \| \| 130,617 \| Málkov \| 380 m \| \| \| 132,742 \| Kralupy u Chomutova früher Deutsch Kralupp \| 340 m \| \| \| \| von Březno u Chomutova (vorm. BEB) \| \| \| \| 137,953 \| Kadaň-Prunéřov früher Kaaden-Brunnersdorf \| 320 m \| \| \| 137,351 \| Kadaň-Prunéřov \| 350 m \| \| \| \| nach Kaštice (vorm. Kaadner Lokalbahnen) \| \| \| \| 138,875 \| Systemtrennstelle 3 kV/25 kV \| Systemtrennstelle 3 kV/25 kV \| \| \| \| \| \| \| \| \| Vernéřov früher Wernsdorf \| \| \| \| 144,286 \| Klášterec nad Ohří früher Klösterle \| 315 m \| \| \| \| Egerbrücke \| \| \| \| 148,290 \| Kotvina früher Kotwa \| 305 m \| \| \| 151,650 \| Perštejn früher Pürstein \| 310 m \| \| \| 154,824 \| Boč früher Wotsch \| 320 m \| \| \| 157,920 \| Stráž nad Ohří früher Krondorf-Wartha \| 325 m \| \| \| 163,457 \| Vojkovice nad Ohří früher Wickwitz \| 335 m \| \| \| \| nach Kyselka (vorm. private Lokalbahn der Fa. Mattoni) \| \| \| \| 169,756 \| Ostrov nad Ohří früher Schlackenwerth \| 385 m \| \| \| \| nach Jáchymov (vorm. LB Schlackenwerth–Joachimsthal) \| \| \| \| \| Ostrov město \| \| \| \| 177,171 \| Hájek früher Neudau \| 450 m \| \| \| \| von Merklín (vorm. LB Karlsbad–(Dallwitz)–Merkelsgrün) \| \| \| \| 182,509 \| Dalovice früher Dalowitz \| 410 m \| \| \| \| Johanngeorgenstadt–Karlovy Vary dolní n. \| \| \| \| \| von Karlovy Vary dolní n. (vorm. EB Karlsbad–Johanngeorgenstadt) \| \| \| \| 185,390 \| Karlovy Vary früher Karlsbad \| 415 m \| \| \| 187,525 \| odb. Sedlec \| odb. Sedlec \| \| \| \| nach Johanngeorgenstadt (vorm. EB Karlsbad–Johanngeorgenstadt) \| \| \| \| 190,050 \| Karlovy Vary-Dvory früher Karlsbad-Maierhöfen \| 390 m \| \| \| \| Umfahrung Chodov \| \| \| \| 195,442 \| Chodov früher Chodau \| 435 m \| \| \| \| nach Nová Role (vorm. ÖLEG) \| \| \| \| \| (Neutrassierung 1980) \| \| \| \| \| Anschluss Kraftwerk Vřesová \| \| \| \| \| nach Loket (1963–1980) \| \| \| \| 198,252 \| Nové Sedlo u Lokte (seit 1980) \| 435 m \| \| \| \| nach Loket (seit 1980) \| \| \| \| \| von Loket (vorm. Elbogener Localbahn) \| \| \| \| 200,261 \| Nové Sedlo u Lokte früher Neusattl (bis 1980) \| Nové Sedlo u Lokte früher Neusattl (bis 1980) \| \| \| 203,165 \| Jehličná früher Grasset \| Jehličná früher Grasset \| \| \| \| Novosedlský tunel (310 m) \| \| \| \| 205,330 \| Královské Poříčí \| 415 m \| \| \| \| \| \| \| \| 205,911206,450 \| Fehlerprofil −549 m[1] \| Fehlerprofil −549 m[1] \| \| \| 208,154 \| Sokolov früher Falkenau (Eger) \| 405 m \| \| \| \| nach Klingenthal (vorm. BEB) \| \| \| \| 209,360 \| Sokolov seřaďovací nádr. \| Sokolov seřaďovací nádr. \| \| \| 211,659 \| Citice früher Ziedlitz \| 405 m \| \| \| 212,995 \| Hlavno \| 405 m \| \| \| 217,377 \| Dasnice früher Daßnitz-Maria Kulm \| 410 m \| \| \| 222,685 \| Kynšperk nad Ohří früher Königsberg (Eger) \| 420 m \| \| \| 225,981 \| Nebanice früher Nebanitz \| 425 m \| \| \| \| von Luby (vorm. LB Tirschnitz–Wildstein–Schönbach) \| \| \| \| 232,105 \| Tršnice früher Tirschnitz \| 430 m \| \| \| \| von Františkovy Lázně (vorm. BEB) \| \| \| \| \| von Plauen (Vogtl) ob Bf (vorm. K. Sächs. Sts. E. B.) \| \| \| \| 237,252 \| Cheb früher Eger \| 460 m \| \| \| \| nach Plzeň (–Wien) (vorm. KFJB) \| \| \| \| \| nach Wiesau (Oberpf) (vorm. Bayerische Ostbahnen) \| \| \| \| \| nach Nürnberg Hbf (vorm. K. Bay. Sts. B.) \| \| \| \| \| \| \| \| Quellen: [2][3][4] \| \| \| \| |                                                                     |                                                                  |                                                                  |
| Strecke |                                                                     | von Ústí nad Labem hl. n. (vorm. ATE)                            | von Ústí nad Labem hl. n. (vorm. ATE)                            |
| Abzweig geradeaus und von rechts |                                                                     | von Vejprty (vorm. BEB)                                          | von Vejprty (vorm. BEB)                                          |
| Bahnhof | 125,173                                                             | Chomutov früher Komotau (km 0 in Prag)                           | 355 m                                                            |
| Abzweig geradeaus und von links |                                                                     | von Děčín                                                        | von Děčín                                                        |
| Blockstelle | 125,947                                                             | odb. Chomutov St.2                                               | 355 m                                                            |
| Abzweig geradeaus und nach links |                                                                     | nach Praha-Bubny (vorm. BEB)                                     | nach Praha-Bubny (vorm. BEB)                                     |
| Strecke von links · Abzweig ehemals geradeaus und nach rechts |                                                                     | (Neutrassierung 1978)                                            | (Neutrassierung 1978)                                            |
| Strecke · Abzweig geradeaus und von links (Strecke außer Betrieb) |                                                                     | von Praha-Bubny (bis 1978)                                       | von Praha-Bubny (bis 1978)                                       |
| Strecke · Blockstelle (Strecke außer Betrieb) | ≈127,400                                                            | odb. Dubina (bis 1978)                                           | 350 m                                                            |
| Abzweig geradeaus und von links · Strecke (außer Betrieb) |                                                                     | von Praha-Bubny (seit 1978)                                      | von Praha-Bubny (seit 1978)                                      |
| Blockstelle · Strecke (außer Betrieb) | 128,132                                                             | odb. Dubina (seit 1978)                                          | 364 m                                                            |
| Strecke · Haltepunkt / Haltestelle (Strecke außer Betrieb) | 130,252                                                             | Krbice früher Körbitz                                            | 345 m                                                            |
| Haltepunkt / Haltestelle · Strecke (außer Betrieb) | 130,617                                                             | Málkov                                                           | 380 m                                                            |
| Strecke · Bahnhof (Strecke außer Betrieb) | 132,742                                                             | Kralupy u Chomutova früher Deutsch Kralupp                       | 340 m                                                            |
| Strecke · Abzweig geradeaus und von links (Strecke außer Betrieb) |                                                                     | von Březno u Chomutova (vorm. BEB)                               | von Březno u Chomutova (vorm. BEB)                               |
| Strecke · Betriebs-/Güterbahnhof Strecke bis hier außer Betrieb | 137,953                                                             | Kadaň-Prunéřov früher Kaaden-Brunnersdorf                        | 320 m                                                            |
| Bahnhof · Abzweig geradeaus, ehemals nach links und von links | 137,351                                                             | Kadaň-Prunéřov                                                   | 350 m                                                            |
| Abzweig geradeaus und nach links · Abzweig ehemals geradeaus und nach rechts |                                                                     | nach Kaštice (vorm. Kaadner Lokalbahnen)                         | nach Kaštice (vorm. Kaadner Lokalbahnen)                         |
| Grenze · Strecke (außer Betrieb) | 138,875                                                             | Systemtrennstelle 3 kV/25 kV                                     | Systemtrennstelle 3 kV/25 kV                                     |
| Strecke nach links · Abzweig ehemals geradeaus und von rechts |                                                                     |                                                                  |                                                                  |
| ehemaliger Haltepunkt / Haltestelle |                                                                     | Vernéřov früher Wernsdorf                                        | Vernéřov früher Wernsdorf                                        |
| Bahnhof | 144,286                                                             | Klášterec nad Ohří früher Klösterle                              | 315 m                                                            |
| Brücke über Wasserlauf |                                                                     | Egerbrücke                                                       | Egerbrücke                                                       |
| Haltepunkt / Haltestelle | 148,290                                                             | Kotvina früher Kotwa                                             | 305 m                                                            |
| Bahnhof | 151,650                                                             | Perštejn früher Pürstein                                         | 310 m                                                            |
| Haltepunkt / Haltestelle | 154,824                                                             | Boč früher Wotsch                                                | 320 m                                                            |
| Bahnhof | 157,920                                                             | Stráž nad Ohří früher Krondorf-Wartha                            | 325 m                                                            |
| Bahnhof | 163,457                                                             | Vojkovice nad Ohří früher Wickwitz                               | 335 m                                                            |
| Abzweig geradeaus und nach links |                                                                     | nach Kyselka (vorm. private Lokalbahn der Fa. Mattoni)           | nach Kyselka (vorm. private Lokalbahn der Fa. Mattoni)           |
| Bahnhof | 169,756                                                             | Ostrov nad Ohří früher Schlackenwerth                            | 385 m                                                            |
| Abzweig geradeaus und ehemals nach rechts |                                                                     | nach Jáchymov (vorm. LB Schlackenwerth–Joachimsthal)             | nach Jáchymov (vorm. LB Schlackenwerth–Joachimsthal)             |
| ehemaliger Haltepunkt / Haltestelle |                                                                     | Ostrov město                                                     | Ostrov město                                                     |
| Bahnhof | 177,171                                                             | Hájek früher Neudau                                              | 450 m                                                            |
| Abzweig geradeaus und von rechts |                                                                     | von Merklín (vorm. LB Karlsbad–(Dallwitz)–Merkelsgrün)           | von Merklín (vorm. LB Karlsbad–(Dallwitz)–Merkelsgrün)           |
| Bahnhof | 182,509                                                             | Dalovice früher Dalowitz                                         | 410 m                                                            |
| Kreuzung geradeaus oben |                                                                     | Johanngeorgenstadt–Karlovy Vary dolní n.                         | Johanngeorgenstadt–Karlovy Vary dolní n.                         |
| Abzweig geradeaus und von rechts |                                                                     | von Karlovy Vary dolní n. (vorm. EB Karlsbad–Johanngeorgenstadt) | von Karlovy Vary dolní n. (vorm. EB Karlsbad–Johanngeorgenstadt) |
| Bahnhof | 185,390                                                             | Karlovy Vary früher Karlsbad                                     | 415 m                                                            |
| Blockstelle | 187,525                                                             | odb. Sedlec                                                      | odb. Sedlec                                                      |
| Abzweig geradeaus und nach rechts |                                                                     | nach Johanngeorgenstadt (vorm. EB Karlsbad–Johanngeorgenstadt)   | nach Johanngeorgenstadt (vorm. EB Karlsbad–Johanngeorgenstadt)   |
| Haltepunkt / Haltestelle | 190,050                                                             | Karlovy Vary-Dvory früher Karlsbad-Maierhöfen                    | 390 m                                                            |
| Abzweig geradeaus und nach links · Strecke von rechts |                                                                     | Umfahrung Chodov                                                 | Umfahrung Chodov                                                 |
| Bahnhof · Strecke | 195,442                                                             | Chodov früher Chodau                                             | 435 m                                                            |
| Abzweig geradeaus und nach rechts · Strecke |                                                                     | nach Nová Role (vorm. ÖLEG)                                      | nach Nová Role (vorm. ÖLEG)                                      |
| Abzweig geradeaus und nach links · Abzweig geradeaus und von rechts |                                                                     | (Neutrassierung 1980)                                            | (Neutrassierung 1980)                                            |
| Abzweig ehemals geradeaus und nach rechts · Strecke |                                                                     | Anschluss Kraftwerk Vřesová                                      | Anschluss Kraftwerk Vřesová                                      |
| Strecke (außer Betrieb) · Abzweig geradeaus und ehemals nach links |                                                                     | nach Loket (1963–1980)                                           | nach Loket (1963–1980)                                           |
| Strecke (außer Betrieb) · Bahnhof | 198,252                                                             | Nové Sedlo u Lokte (seit 1980)                                   | 435 m                                                            |
| Strecke (außer Betrieb) · Abzweig geradeaus und nach links |                                                                     | nach Loket (seit 1980)                                           | nach Loket (seit 1980)                                           |
| Abzweig geradeaus und von links (Strecke außer Betrieb) · Strecke |                                                                     | von Loket (vorm. Elbogener Localbahn)                            | von Loket (vorm. Elbogener Localbahn)                            |
| Bahnhof (Strecke außer Betrieb) · Strecke | 200,261                                                             | Nové Sedlo u Lokte früher Neusattl (bis 1980)                    | Nové Sedlo u Lokte früher Neusattl (bis 1980)                    |
| Haltepunkt / Haltestelle (Strecke außer Betrieb) · Strecke | 203,165                                                             | Jehličná früher Grasset                                          | Jehličná früher Grasset                                          |
| Strecke (außer Betrieb) · Tunnel |                                                                     | Novosedlský tunel (310 m)                                        | Novosedlský tunel (310 m)                                        |
| Strecke (außer Betrieb) · Haltepunkt / Haltestelle | 205,330                                                             | Královské Poříčí                                                 | 415 m                                                            |
| Abzweig ehemals geradeaus und von links · Strecke nach rechts |                                                                     |                                                                  |                                                                  |
| Kilometer-Wechsel | 205,911206,450                                                      | Fehlerprofil −549 m                                              | Fehlerprofil −549 m                                              |
| Bahnhof | 208,154                                                             | Sokolov früher Falkenau (Eger)                                   | 405 m                                                            |
| Abzweig geradeaus und nach rechts |                                                                     | nach Klingenthal (vorm. BEB)                                     | nach Klingenthal (vorm. BEB)                                     |
| Dienststation / Betriebs- oder Güterbahnhof | 209,360                                                             | Sokolov seřaďovací nádr.                                         | Sokolov seřaďovací nádr.                                         |
| Bahnhof | 211,659                                                             | Citice früher Ziedlitz                                           | 405 m                                                            |
| Haltepunkt / Haltestelle | 212,995                                                             | Hlavno                                                           | 405 m                                                            |
| Bahnhof | 217,377                                                             | Dasnice früher Daßnitz-Maria Kulm                                | 410 m                                                            |
| Bahnhof | 222,685                                                             | Kynšperk nad Ohří früher Königsberg (Eger)                       | 420 m                                                            |
| Haltepunkt / Haltestelle | 225,981                                                             | Nebanice früher Nebanitz                                         | 425 m                                                            |
| Abzweig geradeaus und von rechts |                                                                     | von Luby (vorm. LB Tirschnitz–Wildstein–Schönbach)               | von Luby (vorm. LB Tirschnitz–Wildstein–Schönbach)               |
| Bahnhof | 232,105                                                             | Tršnice früher Tirschnitz                                        | 430 m                                                            |
| Abzweig geradeaus und nach rechts |                                                                     | von Františkovy Lázně (vorm. BEB)                                | von Františkovy Lázně (vorm. BEB)                                |
| Abzweig geradeaus und von rechts |                                                                     | von Plauen (Vogtl) ob Bf (vorm. K. Sächs. Sts. E. B.)            | von Plauen (Vogtl) ob Bf (vorm. K. Sächs. Sts. E. B.)            |
| Bahnhof | 237,252                                                             | Cheb früher Eger                                                 | 460 m                                                            |
| Abzweig geradeaus und nach links |                                                                     | nach Plzeň (–Wien) (vorm. KFJB)                                  | nach Plzeň (–Wien) (vorm. KFJB)                                  |
| Abzweig geradeaus und ehemals nach links |                                                                     | nach Wiesau (Oberpf) (vorm. Bayerische Ostbahnen)                | nach Wiesau (Oberpf) (vorm. Bayerische Ostbahnen)                |
| Strecke |                                                                     | nach Nürnberg Hbf (vorm. K. Bay. Sts. B.)                        | nach Nürnberg Hbf (vorm. K. Bay. Sts. B.)                        |
| |                                                                     |                                                                  |                                                                  |
| Quellen: |                                                                     |                                                                  |                                                                  |

Die Bahnstrecke Chomutov–Cheb ist eine zweigleisige, elektrifizierte Eisenbahnverbindung in Tschechien, die ursprünglich von der k.k. priv. Buschtěhrader Eisenbahn (BEB) erbaut und betrieben wurde. Sie verläuft entlang der Eger von Chomutov (Komotau) über Karlovy Vary (Karlsbad) und Sokolov (Falkenau) nach Cheb (Eger). Im heutigen Tschechien ist die Strecke als Podkrušnohorská magistrála (Magistrale unterm Erzgebirge) bekannt.
Die Strecke Chomutov–Cheb ist im Eisenbahnnetz der Tschechien Republik als gesamtstaatliche Bahn („celostátní dráha“) klassifiziert.

## Bedeutung
Die Bahnstrecke Chomutov–Cheb ist eine der wichtigsten Eisenbahnmagistralen in Tschechien. Für den Güterverkehr stellt die durchgehend zweigleisig ausgebaute und elektrifizierte Strecke die wichtigste und leistungsfähigste Verbindung zwischen Westdeutschland und Tschechien dar. Sie dient zudem als wichtige Abfuhrstrecke für die im Falkenauer Becken geförderte Braunkohle. Früher hatte die Strecke auch eine enorme Bedeutung für den Bäderzugverkehr nach den weltbekannten Kurorten im böhmischen Bäderdreieck. Von 1900 bis 1914 sowie in der Zwischenkriegszeit verkehrte der Paris-Karlsbad-Express, ein Luxuszug der CIWL.

## Geschichte

### Vorgeschichte und Bau
Am 3. Juni 1868 erhielt die Buschtěhrader Eisenbahn per Gesetz die Genehmigung zum Bau einer Eisenbahn von Prag über Saaz und Komotau an die königlich sächsische Gränze zum Anschlusse an die Chemnitz-Annaberger Bahn und mit einer Flügelbahn in das Rakonitzer Kohlenrevier, dann von Priesen über Karlsbad nach Eger und Franzensbad.
Im Dezember 1871 war der durchgehende Schienenweg von Prag bis Eger fertiggestellt. Als Ergänzung wurde 1873 noch die kurze Verbindungsbahn zwischen Komotau und Kaaden-Brunnersdorf erbaut, die fortan einen durchgehenden Bahnverkehr im Anschluss an die Hauptstrecke der Aussig-Teplitzer Eisenbahn von Aussig/Elbe nach Eger ermöglichte.
Eröffnungsdaten:
- Karlsbad–Eger * 19. November 1870
- Kaaden-Brunnersdorf–Schlackenwerth * 9. November 1871
- Schlackenwerth–Karlsbad * 9. Dezember 1871
- Komotau–Kaaden-Brunnersdorf * 1. März 1873

### Im Betrieb der BEB
In den Folgejahren entwickelte sich die Strecke zu einer der wichtigsten Verbindungen im Norden Böhmens. Im Güterverkehr waren vor allem der Kohleganzzüge aus dem Falkenauer Becken dominierend. Im Reisezugverkehr war die Strecke seit ihrer Eröffnung für die Anreise der Kurgäste nach Karlsbad außerordentlich bedeutsam. Direkte Zugverbindungen bestanden etwa von Wien, Paris oder Ostende nach Karlsbad.
Schon vor 1900 machte der stark angestiegene Verkehr einen zweigleisigen Ausbau der Hauptstrecke Komotau–Eger notwendig. Die Verbindungsbahnen Priesen–Kaaden-Brunnerdorf und Tirschnitz–Franzensbad blieben eingleisig.
Die BEB wurde zum 1. Januar 1923 als eine der letzten großen Privatbahnen in Böhmen verstaatlicht. Fortan war die Strecke in das Netz der Tschechoslowakischen Staatsbahnen ČSD integriert.

### Nach der Verstaatlichung
Nach der Angliederung des Sudetenlandes an Deutschland im Herbst 1938 kam die Strecke zur Deutschen Reichsbahn, Reichsbahndirektion Dresden. Im Reichskursbuch war die Verbindung unter der Kursbuchstrecke 166 Bodenbach–Aussig–Komotau–Karlsbad–Eger enthalten.
Kurz vor Ende des Zweiten Weltkrieges, im April 1945 war die Strecke noch ein Ziel schwerer amerikanischer Bombenangriffe. In Karlsbad und Eger wurden die Bahnanlagen so schwer beschädigt, dass ein Zugverkehr für längere Zeit nicht mehr möglich war.
Nach dem Ende des Zweiten Weltkrieges kam die Strecke wieder zur ČSD.

### Nach dem Zweiten Weltkrieg

#### Neutrassierungen
Ähnlich wie in den deutschen Braunkohle-Tagebau-Gebieten erforderte die Ausweitung der Braunkohleförderung im Falkenauer Becken bei Karlsbad und im Nordböhmischen Becken bei Chomutov Ende der 1970er Jahre Veränderungen in der Trassierung der Strecke.
1978 wurde die Trasse zwischen Chomutov und Klášterec nad Ohří auf kohlefreies Gebiet unmittelbar am Abhang des Erzgebirges verlegt. In dem Zusammenhang wurde auch die Strecke zwischen Březno u Chomutova und Kadaň-Prunéřov aufgegeben, welche direkte Zugläufe zwischen Prag und Cheb unter Umgehung des Knotens Chomutov ermöglichte. Als Ersatz entstand eine neue Verbindungskurve bei Chomutov.
Eine weitere Neutrassierung wurde 1980 zwischen Chodov und Sokolov in Betrieb genommen. Diese Neubautrasse erforderte unter anderem die Verlegung des Bahnhofes Nové Sedlo u Lokte, die Errichtung eines Tunnels unter einem Höhenrücken und den Neubau eines Viaduktes nahe dem Haltepunkt Královské Poříčí.

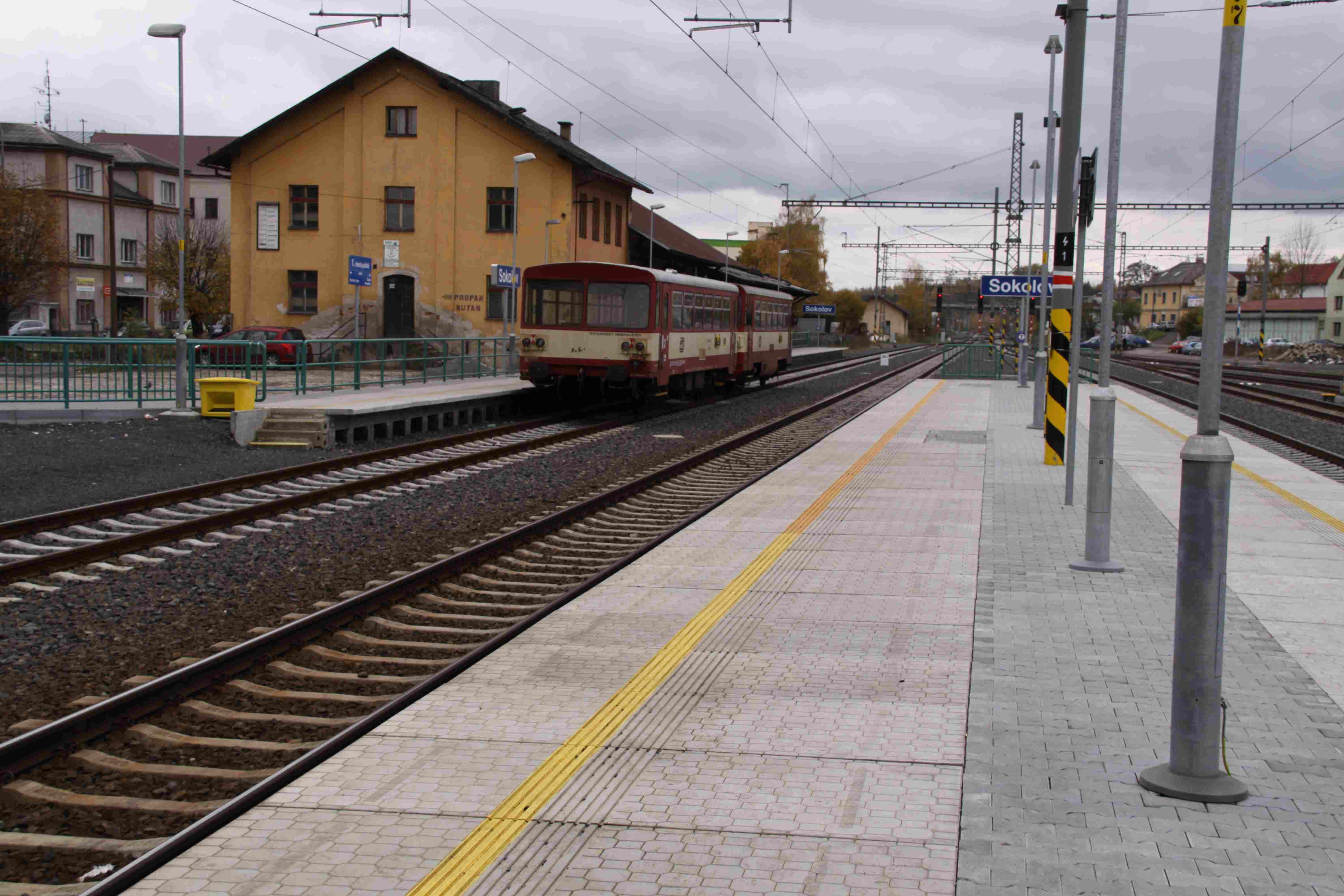
Bahnhof Sokolov

1968 wurde von Cheb aus der erste Abschnitt der Strecke bis Sokolov mit dem modernen Wechselstromsystem 25 kV 50 Hz elektrifiziert. Erst 1981 wurde der elektrische Zugbetrieb weiter bis Karlovy Vary ausgedehnt. Damit konnte die elektrische Traktion jetzt auch für den Reisezugverkehr effektiv genutzt werden. Östlich von Karlovy Vary blieb noch lange Zeit eine Lücke im elektrifizierten Netz der ČSD. Erst 1989 wurde von Chomutov aus die Elektrifizierung fortgesetzt, allerdings für das dort übliche 3-kV-Gleichstromsystem.
Folgende Tabelle zeigt die Eröffnungsdaten des elektrischen Zugbetriebes:
| Eröffnung         | Strom  | Strecke                         | km |
| ----------------- | ------ | ------------------------------- | -- |
| 9. Juni 1968      | 25 kV~ | Sokolov–Cheb                    | 29 |
| 1. Januar 1983    | 25 kV~ | Nové Sedlo u Lokte–Sokolov      | 20 |
| 1. Juni 1983      | 25 kV~ | Karlovy Vary–Nové Sedlo u Lokte | 13 |
| 5. Dezember 1989  | 3 kV = | Chomutov–Kadaň                  | 12 |
| 11. Dezember 2005 | 25 kV~ | Vojkovice nad Ohří–Karlovy Vary | 22 |
| 28. Mai 2006      | 25 kV~ | Kadaň–Vojkovice nad Ohří        | 26 |

Seit der politischen Wende in der Tschechoslowakei 1989 gewinnt die Strecke langsam ihre Bedeutung als wichtige und leistungsfähige Magistrale für den Güterverkehr zurück. Ende der 1990er Jahre begannen auf dem noch nicht elektrifizierten Abschnitt Kadaň–Karlovy Vary umfassende Bauarbeiten zur Modernisierung der Strecke. Im Zusammenhang mit der Erneuerung der Gleise und der Leit- und Sicherungstechnik wurde die Trasse auch von Links- auf Rechtsverkehr umgestellt. In den Jahren 2005 und 2006 wurde dieser Abschnitt mit Fahrleitungen ausgerüstet.
Am 28. Dezember 2006 wurde der durchgängige elektrische Zugbetrieb über die Gesamtstrecke eröffnet. Die Systemtrennstelle zwischen 3 kV Gleichstrom und 25 kV Wechselstrom befindet sich zwischen dem Bahnhof Kadaň-Prunéřov und Klášterec nad Ohří.
Vom 14. April 2018 bis 6. August 2018 war die Strecke zwischen den Bahnhöfen Hájek und Dalovice wegen eines Schadens am Bahnkörper voll gesperrt. Für die ausfallenden Reisezüge war ein Schienenersatzverkehr eingerichtet, der Güterverkehr musste weiträumig umgeleitet werden. Die Strecke wurde in diesem Abschnitt einschließlich des Unterbaus von der Firma Strix Chomutov für insgesamt 90 Millionen Kronen neu aufgebaut.
In den Jahren 2024 bis 2029 soll der Abschnitt Sokolov–Cheb vollständig erneuert werden. Der Bahnhof Tršnice soll zukünftig 740 Meter lange Güterzüge aufnehmen können. Darüber hinaus ist der Umbau des Bahnhofes Dasnice zu einer zweigleisigen Ausweiche geplant. Kynšperk erhält einen neuen Inselbahnsteig mit Unterführung.
Der Bahnhof Chodov soll 2022 ein neues Aufnahmsgebäude erhalten, das alte wird abgerissen. Gleichzeitig werden auch der Bahnhofsvorplatz neu gestaltet und 28 Parkplätze geschaffen.
In den Jahren 2025 bis 2027 soll der 1978 neu gebaute Abschnitt zwischen Chomutov und Kadaň-Prunéřov erneuert werden. Nach Abschluss der Arbeiten soll dort eine Streckengeschwindigkeit von 160 km/h gelten. Zudem wird die Fahrleitungsspannung von 3 kV= auf 25 kV 50 Hz~ geändert. Die Systemtrennstelle soll dann auf freier Strecke am Bahnhof Chomutov liegen. Die Haltestelle Málkov wird näher am Ort neu gebaut, der Bahnhof Kadaň-Prunéřov wird modernisiert. Ab 2028 soll zudem der Bahnhof Chomutov umgebaut werden. Die Personenverkehrsanlagen sollen dabei näher an das Stadtzentrum verschoben werden.

## Zugverkehr
Ab Ende der 1950er Jahre kamen auch wieder Bäderschnellzüge auf die Strecke. Überregional bekannt war vor allem der Karlex, der zwischen Berlin und Karlsbad verkehrte. Als Entlastungszug verkehrte später noch ein zweites Zugpaar in der Relation Leipzig–Karlsbad als IExt Karola.
Heute wird die Strecke von einer im Zweistundentakt verkehrenden Schnellzugverbindung Prag–Ústí nad Labem–Chomutov–Cheb bedient. Die internationalen Verbindungen wurden im Laufe der Jahre reduziert und schließlich ganz eingestellt. Die Kurswagenverbindung nach Moskau wurde zum Fahrplanwechsel im Dezember 2015 aufgegeben, die durchgehenden Wagen nach Košice am 8. Dezember 2017. Seit 9. Dezember 2017 verkehren alle Schnellzüge mit modernisierten Wagen höherer Qualität als Rx.

## Fahrzeugeinsatz

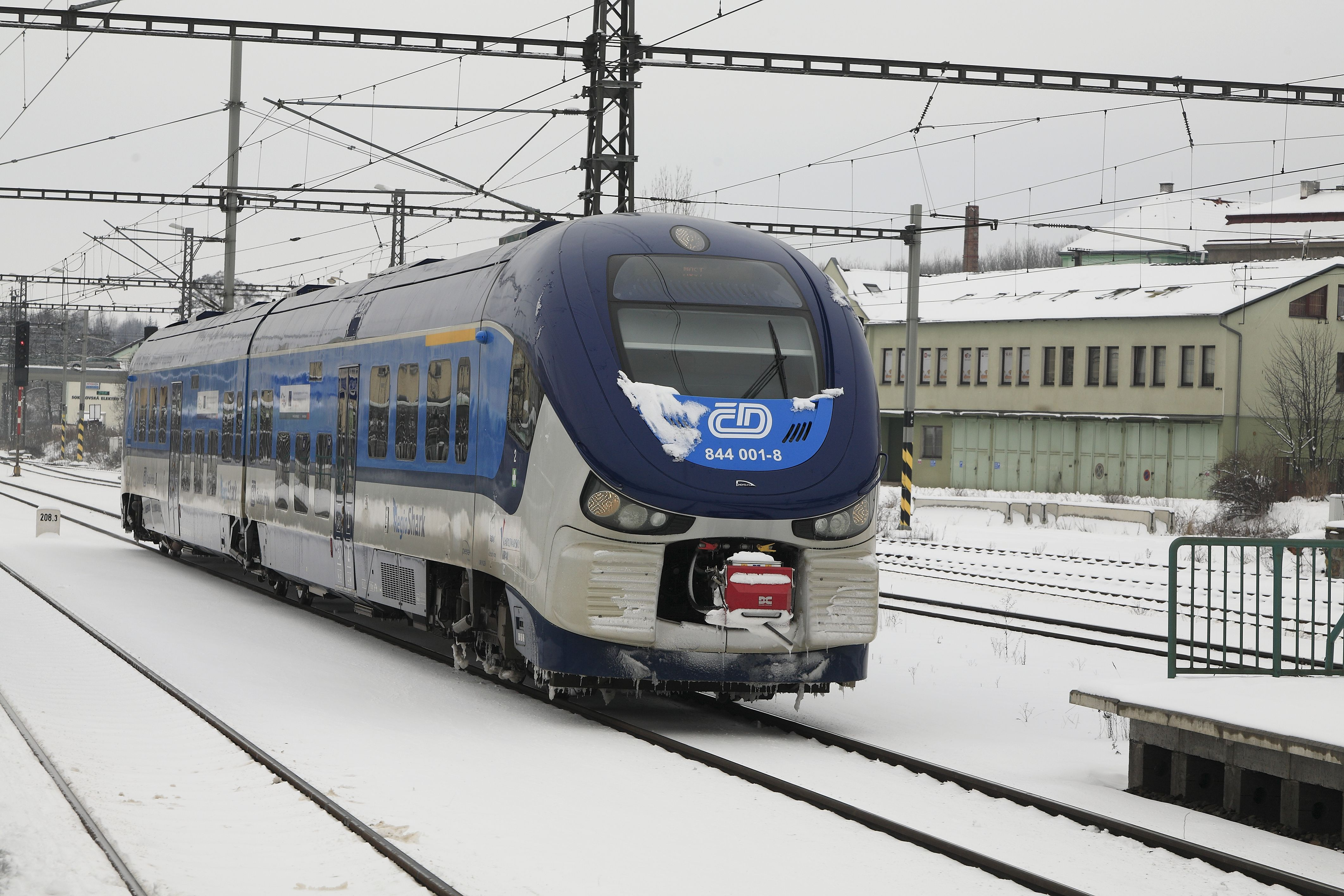
ČD-Baureihe 844 „Regioshark“ (Bahnhof Sokolov; 2013)

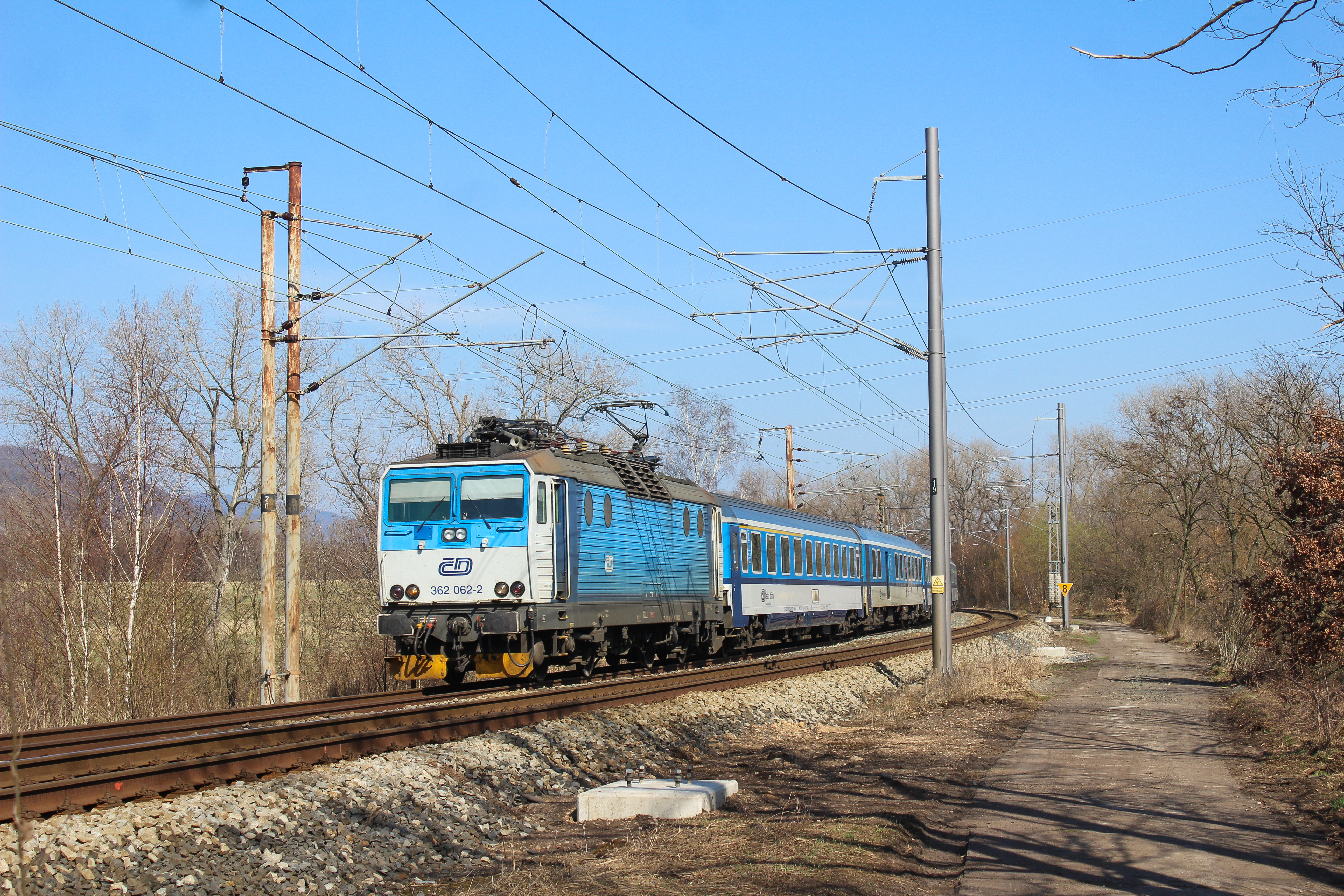
Schnellzug mit ČD-Baureihe 362 (2021)

In den 1960er und 1970er Jahren kamen im Bäderzugverkehr von Berlin und Leipzig nach Karlsbad die eleganten Triebzüge der DR-Baureihe VT 18.16 zum Einsatz.
Im Güterverkehr waren lange Zeit die sowjetischen Diesellokomotiven der ČSD-Baureihe T 679.1 (ČD 781) prägend. Vor allem auf dem neigungsreichen Abschnitt zwischen Vojkovice nad Ohří und Karlsbad waren diese leistungsstarken Lokomotiven bis Ende der 1990er Jahre unverzichtbar. Letztes Einsatzgebiet dieser Lokomotiven waren die schweren Kohleganzzüge von Sokolov zum Kraftwerk Arzberg in Oberfranken bis zum 30. November 2002.
Seit dem Fahrplanwechsel im Dezember 2006 werden alle durchgehenden Reisezüge zwischen Cheb und Ústí nad Labem mit den Zweisystemlokomotiven der ČD-Baureihe 363 geführt. Personenzüge zwischen Cheb und Karlovy Vary bzw. Chomutov und Most werden zumeist aus Dieseltriebwagen der ČD-Baureihe 844 „Regioshark“ gebildet.